# Équipe cycliste Vacansoleil-DCM

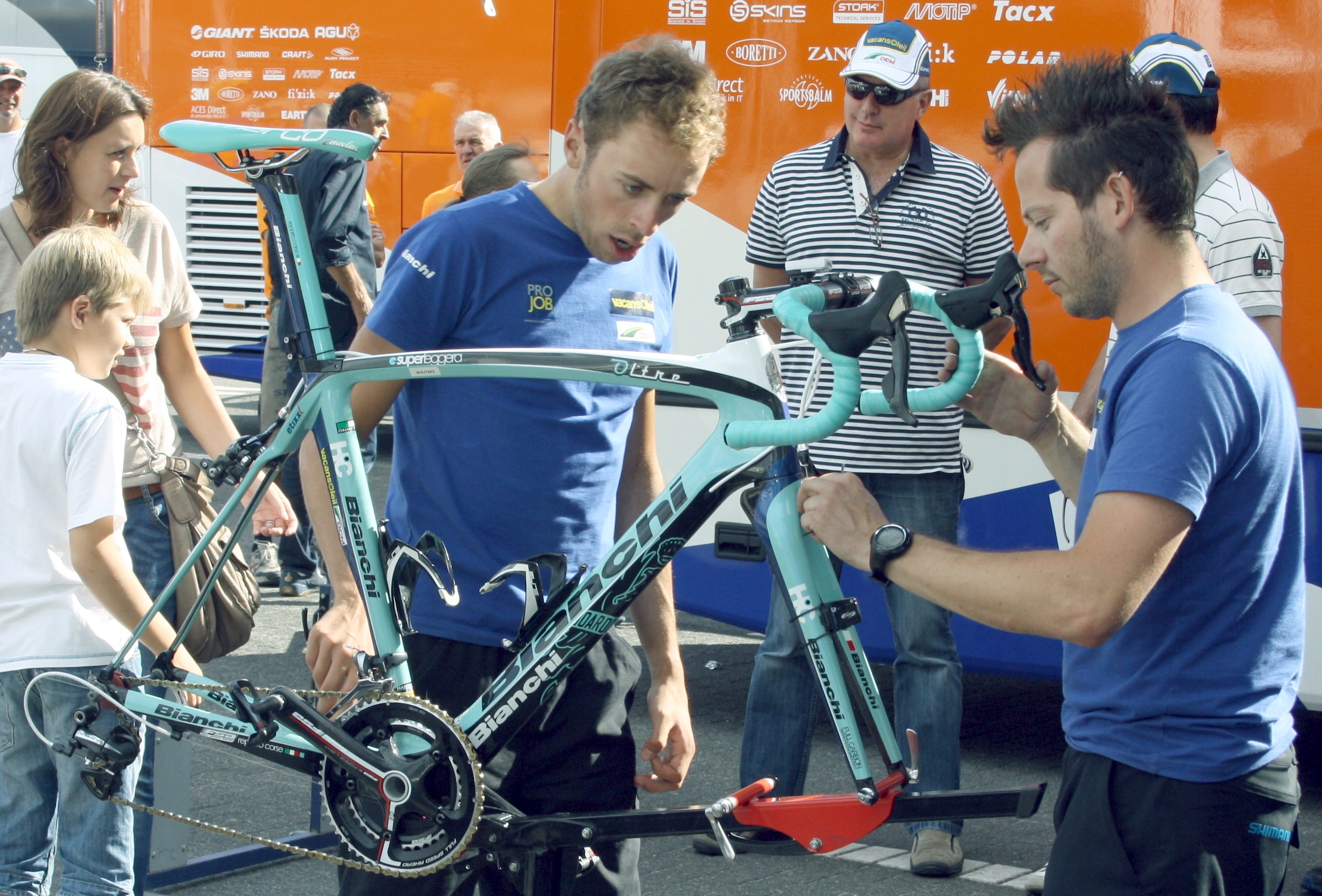
Vélo Bianchi de l'équipe en 2012

L'équipe cycliste Vacansoleil-DCM est une équipe cycliste néerlandaise de cyclisme professionnel sur route. Créée en 2005 sous le nom de Fondas Imabo-Doorisol, il s'agissait d'une équipe continentale jusqu'en 2008. Elle devient une équipe continentale professionnelle en 2009 lorsque Vacansoleil devient sponsor principal, puis une UCI ProTeam en 2011. Elle disparaît à la fin de la saison 2013.

## Sponsors et financement
De 2005 à 2008, l'équipe continentale a eu pour sponsors principaux successifs Fondas, Doorisol, P3Transfer, Batavus. Elle est ainsi enregistrée sous les noms suivants : Fondas Imabo-Doorisol en 2005, Fondas-P3 Transfer en 2006 et une partie en 2007, P3 Transfer-Fondas en 2007 et P3 Transfer-Batavus en 2008.
Depuis 2009, le principal sponsor de l'équipe est la chaîne de camping Vacansoleil. Cette entreprise s'est engagée comme sponsor éponyme en 2008, pour les trois saisons suivantes. Il est alors prévu que le budget de l'équipe en 2009 soit de 3 à 4 millions d'euros et qu'il croisse les années suivantes, avec la contribution de Vacansoleil. En fin d'année 2010, Vacansoleil prolonge son engagement jusqu'à la fin de l'année 2013 et l'entreprise DCM, « n°1 belge de la fabrication d’engrais écologiques et de jardinage », devient co-sponsor, également jusque fin 2013. L'équipe par conséquent le nom de Vacansoleil-DCM en 2011. En 2011 et 2012, le budget s'élève à 8 millions d'euros,.
L'équipe a utilisé successivement des vélos Jan Janssen en 2005, Gazelle (en) en 2006 et 2007, et Batavus (en) de 2008 à 2010,. En 2011, l'équipe roule sur des vélos Ridley, qui s'engage alors jusqu'à la fin de l'année 2013. Cependant, Ridley devient en 2012 sponsor et fournisseur de la nouvelle équipe belge Lotto-Belisol. L'équipe Vacansoleil change alors de fournisseurs et utilise des cycles Bianchi en 2012 et 2013.

## Histoire de l'équipe

### Équipe continentale de 2005 à 2008
L'équipe est née en 2005 sous le nom de Fondas Imabo-Doorisol et est immédiatement devenue une équipe continentale. Depuis la fondation, le directeur général est le néerlandais Daan Luijkx, assisté jusqu'en 2008 par Frits Schür. En 2006, elle permet à Wout Poels de signer son premier contrat professionnel. Après trois saisons sans résultats probants, elle réalise sa première saison de référence en 2008. Bobbie Traksel et Jonas Ljungblad obtiennent 10 des 13 victoires de l'équipe, qui se classe 13e de l'UCI Europe Tour 2008. Son meilleur classement jusque-là était une 61e place deux ans plus tôt.

### Équipe continentale professionnelle Vacansoleil (2009-2010)

#### 2009: nouveau sponsor et premier grand tour

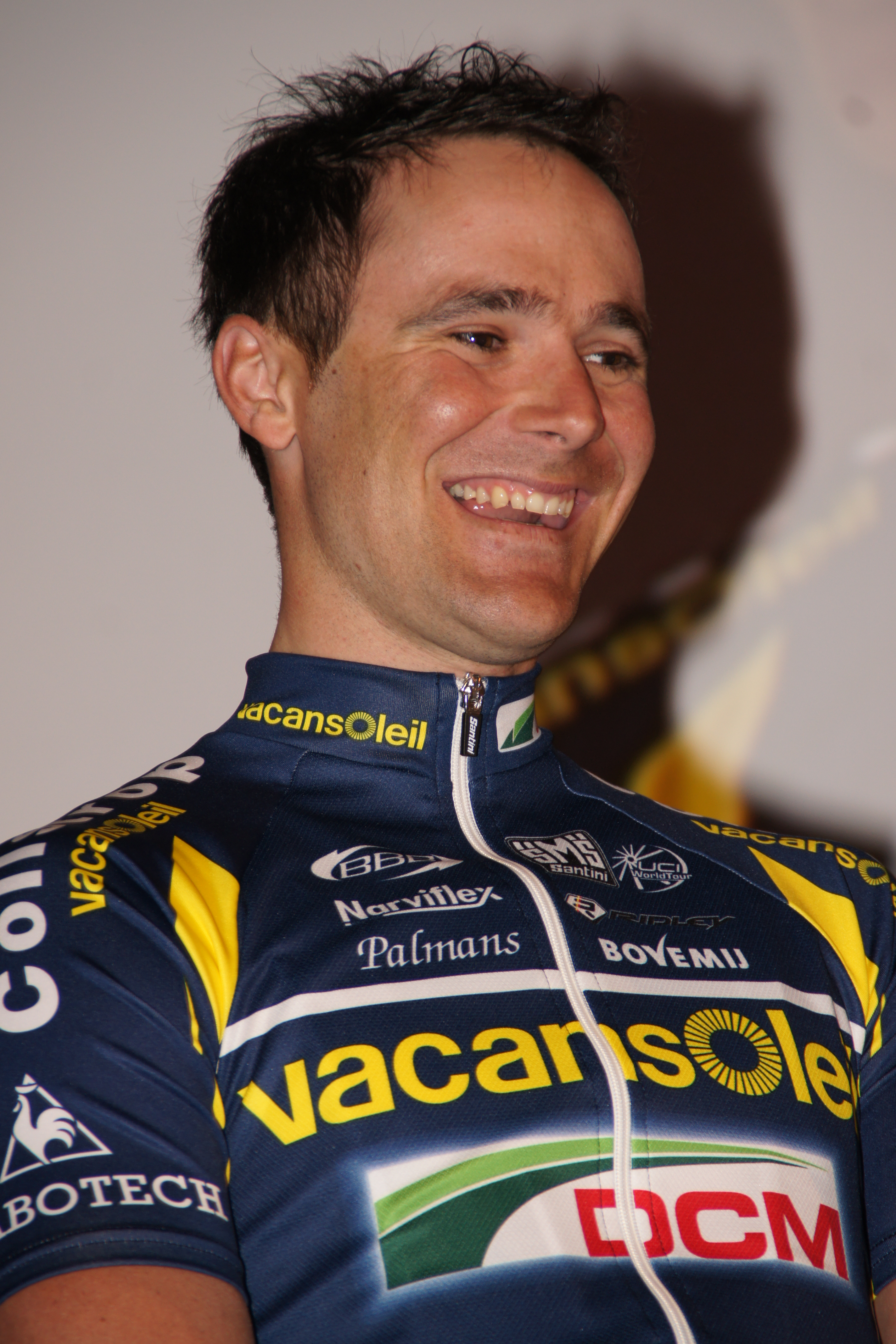
Borut Božič remporte une étape du Tour d'Espagne 2009.

En 2009, elle change de nom et de sponsor principal. Vacansoleil, une compagnie de location de vacances donne son nom à l'équipe, qui devient une équipe continentale professionnelle. Cela lui permet de participer à toutes les courses de l'UCI Europe Tour et de demander une wild-card pour les courses de l'UCI ProTour. À partir de cette saison 2009, le nouveau directeur sportif est le Belge Hilaire Van Der Schueren, qui arrive en provenance de  Cycle Collstrop, avec cinq nouveaux coureurs de cette équipe.
Vacansoleil est invitée à 10 courses en 2009, cinq de l'UCI ProTour et cinq du calendrier historique, dont la plus importante est le Tour d'Espagne. Son sprinteur slovène Borut Božič gagne une étape sur la Vuelta et sur le Tour de Pologne. Au classement mondial UCI, elle se classe 21e, soit la quatrième équipe continentale professionnelle classée, derrière Cervelo Test (7e), Serramenti PVC Diquigiovanni (14e) et Acqua & Sapone (15e). Sur le circuit continental européen, Johnny Hoogerland remporte les Trois Jours de Flandre-Occidentale, Lieuwe Westra le Tour de Picardie, Matteo Carrara le Circuit de Lorraine et Božič des étapes sur le Tour de Belgique. L'équipe se classe deuxième du classement par équipes, derrière Agritubel, tandis que Borut Božič termine à la 16e position du classement individuel.
En mai 2018, selon une enquête d'une publication néerlandaise (AD.nl), il y avait un abus généralisé des autorisations d'usage à des fins thérapeutiques (AUT) au sein de l'équipe Vacansoleil pendant la saison 2009,.

#### 2010: victoire à l'UCI Europe Tour et promotion dans le ProTour
Sa bonne saison avec 17 victoires, dont le Tour de Luxembourg et le Grand Prix de Fourmies et 60 places dans le top 3, permet à l'équipe de remporter l'UCI Europe Tour avec un grand avantage sur la deuxième. L'équipe demande une licence pour participer au ProTour en 2011. Pour atteindre l'objectif, elle embauche en septembre le controversé coureur italien Riccardo Riccò qui revient d'une suspension pour dopage. Riccò fait ses débuts le 15 septembre au Grand Prix de Wallonie où il se classe deuxième. Quelques jours après l'embauche de Riccò, l'équipe annonce une autre signature importante, celle d'Ezequiel Mosquera, qui vient de terminer deuxième du Tour d'Espagne. Un peu plus d'une semaine après la signature de Mosquera, il est annoncé que le Galicien a été contrôlé positif à l'hydroxyéthyl lors de cette course et il est suspendu provisoirement par son équipe en attendant un éclaircissement.
Cependant, grâce à ses bons résultats, l'équipe est dans une bonne position pour faire partie de l'édition inaugurale de l'UCI World Tour qui remplace l'UCI ProTour en 2011. Elle obtient donc sa licence pour 2011,.

### 2011-2013: l'UCI ProTeam Vacansoleil-DCM

#### 2011: débuts dans le World Tour et affaires de dopage

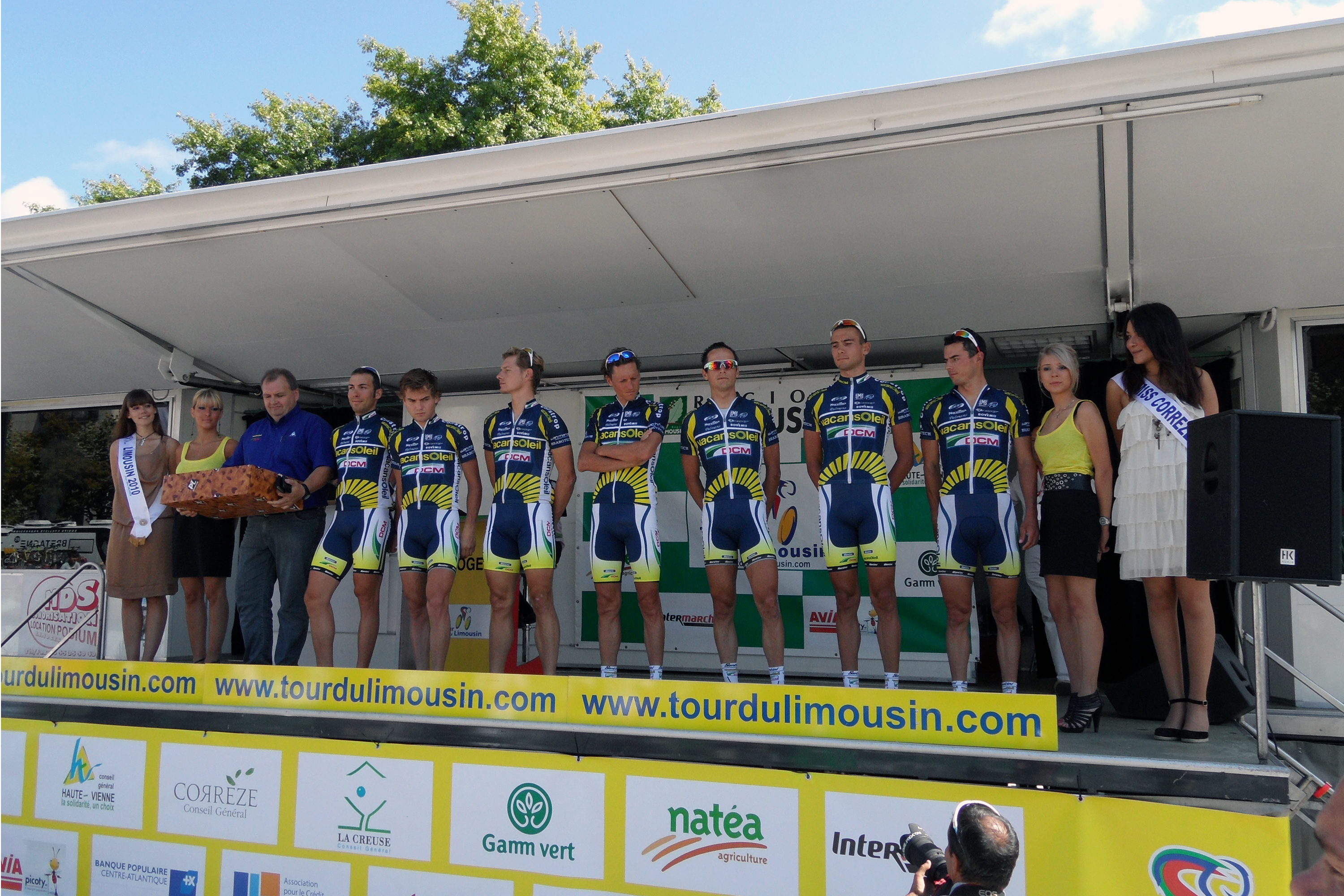
Présentation de l'équipe Vacansoleil-DCM avant le départ du Tour du Limousin 2011.

Avec la situation de Mosquera encore à définir, la Vacansoleil-DCM fait ses débuts sur l'UCI WorldTour 2011 le 18 janvier au Tour Down Under, où Sergueï Lagoutine termine 13e.
Le 6 février, Riccardo Riccò est admis en urgence et dans un état critique dans un hôpital de Modène . Là, il aurait avoué au médecin qu'il s'était autotransfusé avec du sang. Le bureau du procureur de Modène a demandé les dossiers médicaux et a commencé une enquête sur lui et l'équipe. Bien que le coureur est nié ces déclarations, les analyses se sont montrées compatibles avec une autotransfusion de sang contaminé et l'équipe a annoncé qu'elle le licencierait si le dopage est confirmé. Après le scandale, le président de l'UCI, Pat McQuaid, évoque la possibilité que la Commission des licences se réunisse pour décider si la licence doit être retirée à l'équipe. Mais cela est rapidement rejeté. Le 19 février, presque deux semaines après l'hospitalisation, Riccò qui a donné ses explications à l'équipe, est renvoyé pour violation des règles antidopage internes.

Alors que se déroule l'affaire Ricco, Wout Poels est sur le podium (3e) du Tour méditerranéen, et Romain Feillu remporte trois étapes. Le 6 mars, elle obtient sa première victoire sur l'UCI World Tour, lorsque Thomas De Gendt gagne la première étape de Paris-Nice. 

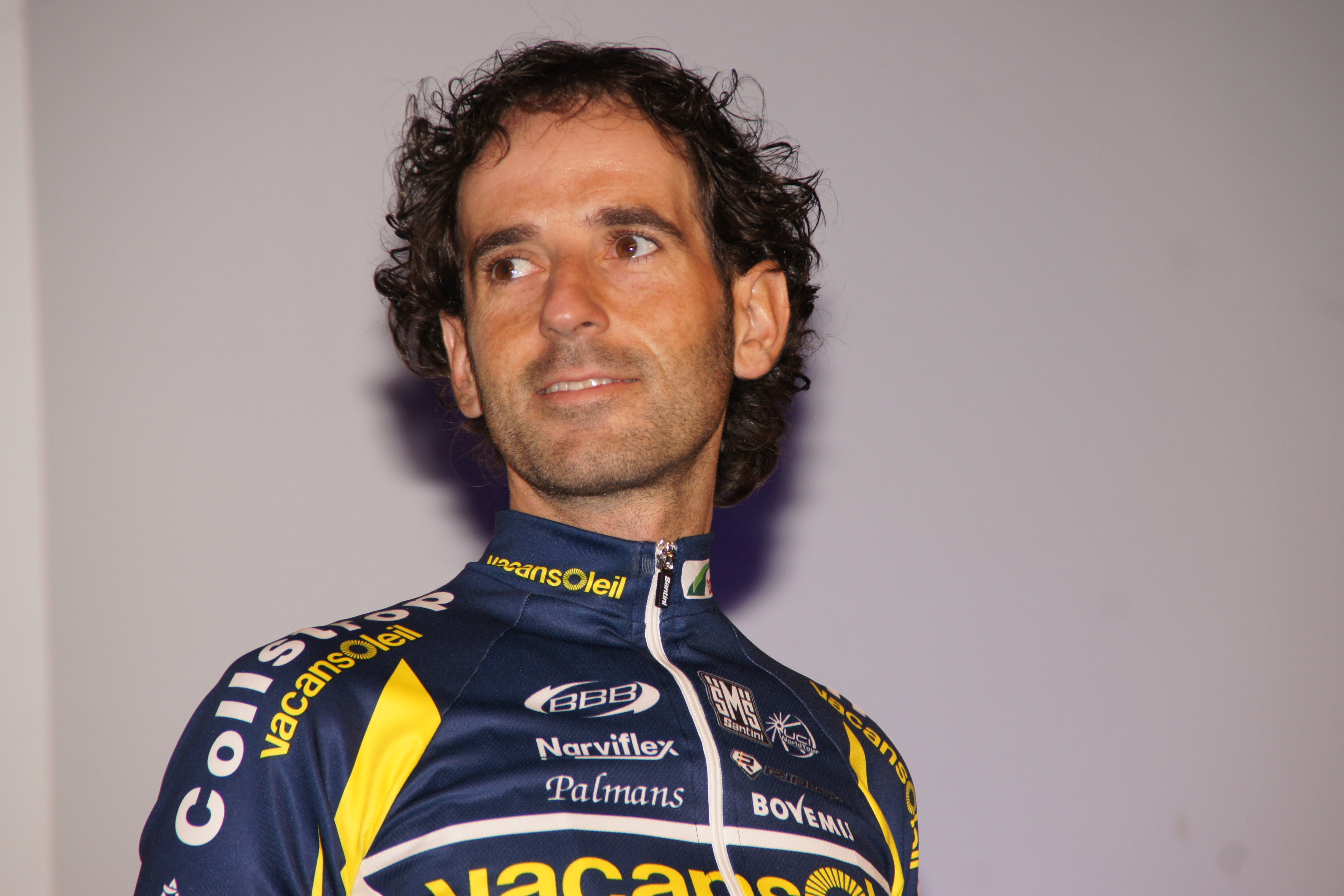
Ezequiel Mosquera.

La situation d'Ezequiel Mosquera reste complexe, car en soi, il n'est pas suspendue par l'UCI, mais l'organisme n'a pas communiqué sur le sujet. Pour sa part, Vacansoleil-DCM, à la suite de l'affaire Riccò, décide de retirer temporairement Mosquera des courses jusqu'à la fin de l'enquête. Avec le manque d'avancée et après sept mois sans courir, il est annoncé qu'il fera ses débuts dans l'équipe lors du Tour de Romandie, mais cela ne s'est finalement pas produit. Après 14 mois d'attente, en novembre 2011, le résultat est connu et le Galicien est suspendu pour deux ans et ne peut courir aucune course avec l'équipe.
Sans Riccò et Mosquera, l'équipe se retrouve sans leader capable de se battre sur les classements généraux des grand tours. Matteo Carrara termine 16e du Tour d'Italie et Romain Feillu ne termine pas le Tour de France. Le Tour est marqué par l'accident de Johnny Hoogerland lors de la 9e étape, percuté par une voiture de la course. Hoogerland s'est retrouvé dans le fossé sur un fil de fer barbelé, lui causant d'innombrables coupures aux jambes. Malgré cela, il continue la course, et son courage est salué par les suiveurs. Lors du Tour d'Espagne, Sergueï Lagoutine et Wout Poels terminent respectivement 15e et 17e. Poels se classe même deuxième de deux étapes (à Valdepeñas de Jaén et à l'Angliru), 4e à la Sierra Nevada et 8e à La Farrapona.
Durant la saison, l'équipe obtient 25 victoires, mais seulement trois sur le WorldTour. En plus de l'étape de De Gendt sur Paris-Nice, elle remporte deux étapes au Tour de Suisse grâce à De Gendt et Borut Božič. Au classement par équipes, l'équipe néerlandaise se classe dernière (18e), bien que plus tard elle récupère une place après la perte des points pour dopage d'Alberto Contador, membre de l'équipe Saxo Bank.

#### 2012: De Gendt troisième du Giro

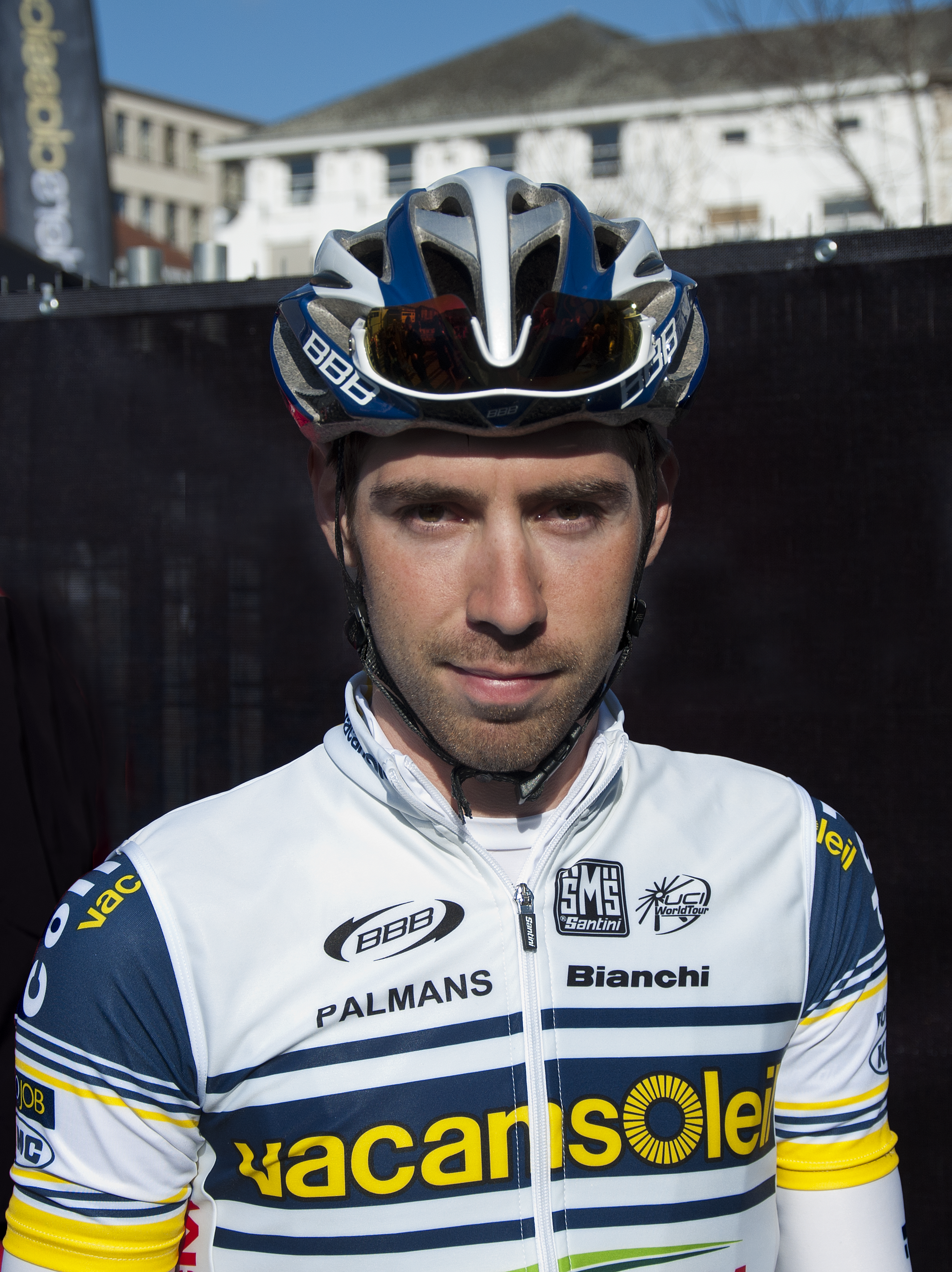
De Gendt, protagoniste de l'équipe sur le Tour d'Italie 2012.

Pour la saison 2012, l'équipe recrute notamment Gustav Larsson, Tomasz Marczyński et Rafael Valls et voit le départ de Borut Božič (Astana), Maxim Belkov (Katusha) et Jens Mouris (Orica GreenEdge).
Le début d'année est très bon pour Vacansoleil-DCM. Sur Paris-Nice, Larsson remporte le premier contre-la-montre, Lieuwe Westra gagne la cinquième étape et Thomas De Gendt la septième. Westra est également sur le podium de plusieurs étapes et termine deuxième du général derrière Bradley Wiggins, tandis que Frederik Veuchelen s'adjuge le classement de la montagne.
Lors du Tour d'Italie, Thomas de Gendt crée la surprise. Après être entré dans le top 10 du classement lors de la 17e étape, il remporte la 20e étape en solitaire, une étape qui se termine sur le Stelvio, après avoir traversé le Mortirolo. Il occupe alors la 4e place du classement général et avec une 5e place dans le contre-la-montre de la dernière étape, il remonte à la 3e place de la course pour monter sur le podium pour la première fois dans un grand tour.
Les trois victoires du Paris-Nice et la victoire sur le Giro sont les seules victoires sur l'UCI World Tour 2012, où l'équipe termine à la 16e place. L'équipe gagne également des courses sur l'UCI Europe Tour, comme le Tour du Danemark avec Lieuwe Westra, Paris-Tours avec Marco Marcato et le Tour de Vendée avec Wesley Kreder, atteignant un total de 17 victoires cette saison.

#### 2013: dernière saison
La saison 2013 voit les arrivées de Juan Antonio Flecha et José Rujano, tandis que les départs sont ceux de Gustav Larsson qui a rejoint IAM et Matteo Carrara qui a décidé de prendre sa retraite. Flecha a comme objectif des classiques et Rujano le Tour d'Italie.
Thomas de Gendt obtient la première victoire de l'année, après avoir remporté la 7e étape du Tour de Catalogne, tandis que Flecha est cinquième de Gand-Wevelgem et huitième de Paris-Roubaix. Deux jours avant le Giro, Rujano est accusé d'être lié à une affaire de dopage datant de 2009. Son équipe ne l'aligne donc pas sur le Tour d'Italie 2013. Au cours du Giro, il est annoncé que les deux sponsors, DCM et Vacansoleil ne renouvellent pas leur contrat qui se termine à la fin de l'année. Dès lors le directeur Daan Luijkx commence la recherche de sponsors mais sans résultats. Bianchi a réaffirmé son engagement envers l'équipe en augmentant l'argent versé, ce qui suggère que l'équipe pourrait continuer à un niveau inférieur, en tant qu'équipe continentale professionnelle. Mais à la mi-août, faute de sponsor principal, Luijkx et la marque de vélos décident d'un commun accord de rompre le contrat qui les liaient jusqu'en 2015, actant la disparition de l'équipe.
L'année 2013 est la pire de l'équipe sous ce nom, avec seulement neuf victoires et la dernière place à l'UCI World Tour. La dernière course officielle du Vacansoleil-DCM est le Chrono des Nations.

## Classements UCI
L'équipe participe aux épreuves des circuits continentaux et principalement les courses du calendrier de l'UCI Europe Tour. Le tableau ci-dessous présente les classements de l'équipe sur les circuits continentaux, ainsi que son meilleur coureur au classement individuel.
UCI America Tour
| Saison | Classement par équipes | Meilleur coureur au classement individuel |
| ------ | ---------------------- | ----------------------------------------- |
| 2009   | 31e                    | Johnny Hoogerland (164e)                  |

UCI Asia Tour
| Saison | Classement par équipes | Meilleur coureur au classement individuel |
| ------ | ---------------------- | ----------------------------------------- |
| 2010   | 11e                    | Sergueï Lagoutine (55e)                   |

UCI Europe Tour
| Saison | Classement par équipes | Meilleur coureur au classement individuel |
| ------ | ---------------------- | ----------------------------------------- |
| 2005   | 102e                   | Tom De Meyer (692e)                       |
| 2006   | 61e                    | Peter Möhlmann (331e)                     |
| 2007   | 63e                    | Wouter Mol (183e)                         |
| 2008   | 13e                    | Bobbie Traksel (10e)                      |
| 2009   | 2e                     | Borut Božič (16e)                         |
| 2010   | 1re                    | Riccardo Riccò (3e)                       |

UCI Oceania Tour
| Saison | Classement par équipes | Meilleur coureur au classement individuel |
| ------ | ---------------------- | ----------------------------------------- |
| 2010   | 8e                     | Romain Feillu (9e)                        |

En 2009, le classement du ProTour est remplacé par le classement mondial UCI. Celui-ci compile les points acquis lors d'épreuve du calendrier mondial UCI et intègre les équipes continentales professionnelles, ce qui n'était pas le cas du classement du ProTour. L'équipe Vacansoleil est 21e de ce classement et troisième meilleure équipe continentale professionnelle, avec 158 points. Ces points ont été acquis par Johnny Hoogerland lors du Tour d'Espagne et du Tour de Lombardie (76 pts), Borut Božič (34 pts), Marco Marcato (26 pts), Björn Leukemans (20 pts), Baden Cooke et Jens Mouris (2 pts).
| Saison | Classement par équipes | Meilleur coureur au classement individuel |
| ------ | ---------------------- | ----------------------------------------- |
| 2009   | 21e                    | Johnny Hoogerland (67e)                   |
| 2010   | 24e                    | Björn Leukemans (55e)                     |

En 2011, l'équipe atteint la première division alors que la même année, le classement mondial UCI devient l'UCI World Tour.

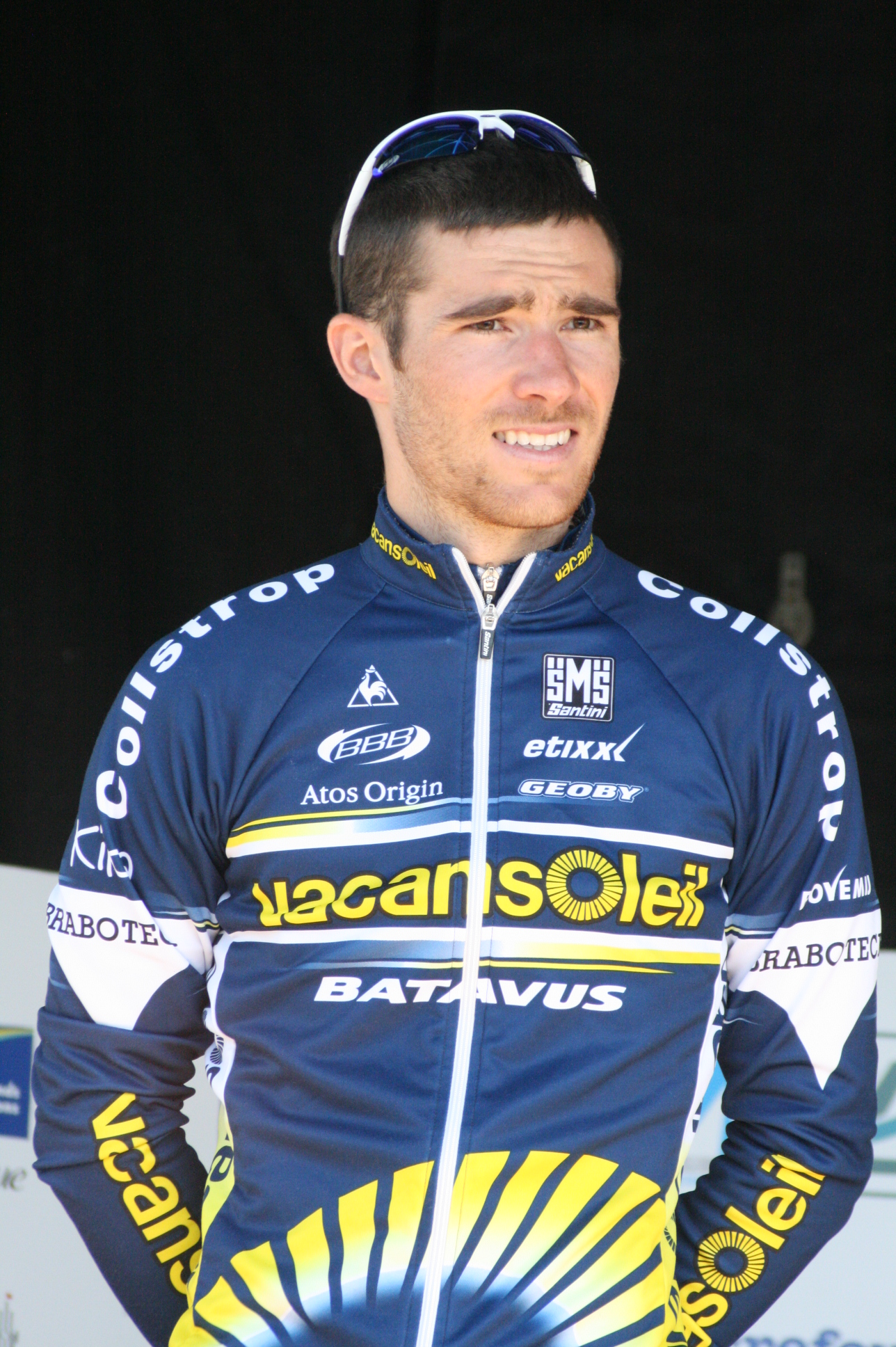
Romain Feillu en 2010

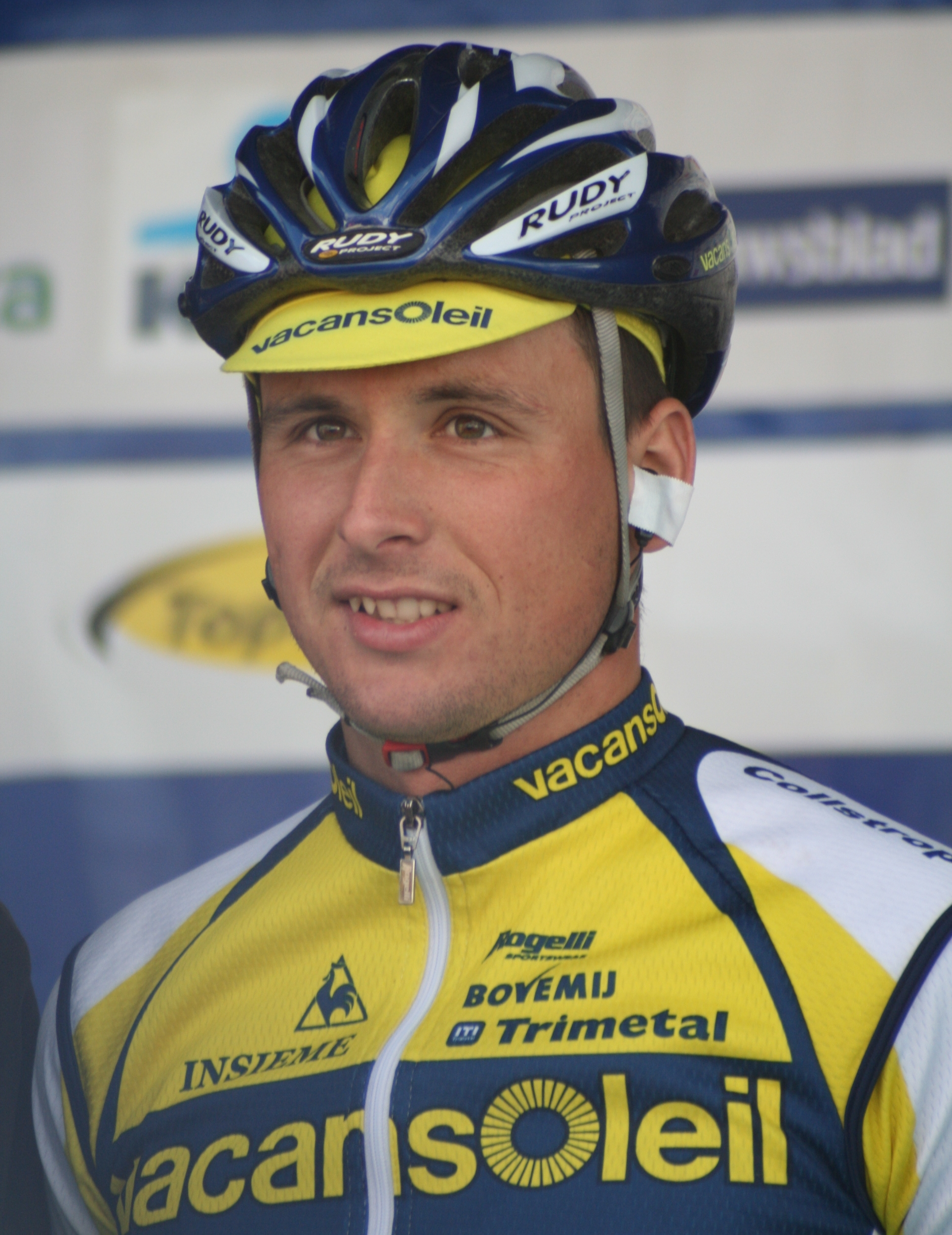
Johnny Hoogerland

| Saison | Classement par équipes | Meilleur coureur au classement individuel |
| ------ | ---------------------- | ----------------------------------------- |
| 2011   | 17e                    | Marco Marcato (47e)                       |
| 2012   | 16e                    | Thomas De Gendt (38e)                     |
| 2013   | 19e                    | Juan Antonio Flecha (83e)                 |

## Principaux résultats

### Résultats sur les grands tours
Le Tour d'Espagne 2009 est le premier grand tour auquel participe l'équipe. Elle remporte une étape dès sa première participation. Au total, elle a pris part à dix grands tours et compte deux victoires d'étape, et un podium final.
| Course              | Meilleur coureur au classement individuel | Classements annexes                                    | Victoires d'étapes  | Classement par équipes      |
| ------------------- | ----------------------------------------- | ------------------------------------------------------ | ------------------- | --------------------------- |
| Tour d'Espagne 2009 | Johnny Hoogerland (12e)                   |                                                        | 1 : Borut Božič     | 15e                         |
| Tour d'Italie 2011  | Matteo Carrara (17e)                      |                                                        |                     | 18e au temps 19e aux points |
| Tour de France 2011 | Rob Ruijgh (21e)                          |                                                        |                     | 13e                         |
| Tour d'Espagne 2011 | Sergueï Lagoutine (15e)                   |                                                        |                     | 12e                         |
| Tour d'Italie 2012  | Thomas De Gendt (3e)                      | Classement des sprints intermédiaires : Martijn Keizer | 1 : Thomas De Gendt | 11e au temps 14e aux points |
| Tour de France 2012 | Rafael Valls (41e)                        |                                                        |                     | 18e                         |
| Tour d'Espagne 2012 | Tomasz Marczyński (13e)                   |                                                        |                     | 11e                         |
| Tour d'Italie 2013  | Rafael Valls (29e)                        |                                                        |                     | 16e au temps 23e aux points |
| Tour de France 2013 | Wout Poels (28e)                          |                                                        |                     | 17e                         |
| Tour d'Espagne 2013 | Rafael Valls (43e)                        |                                                        |                     | 15e                         |

### Championnats nationaux

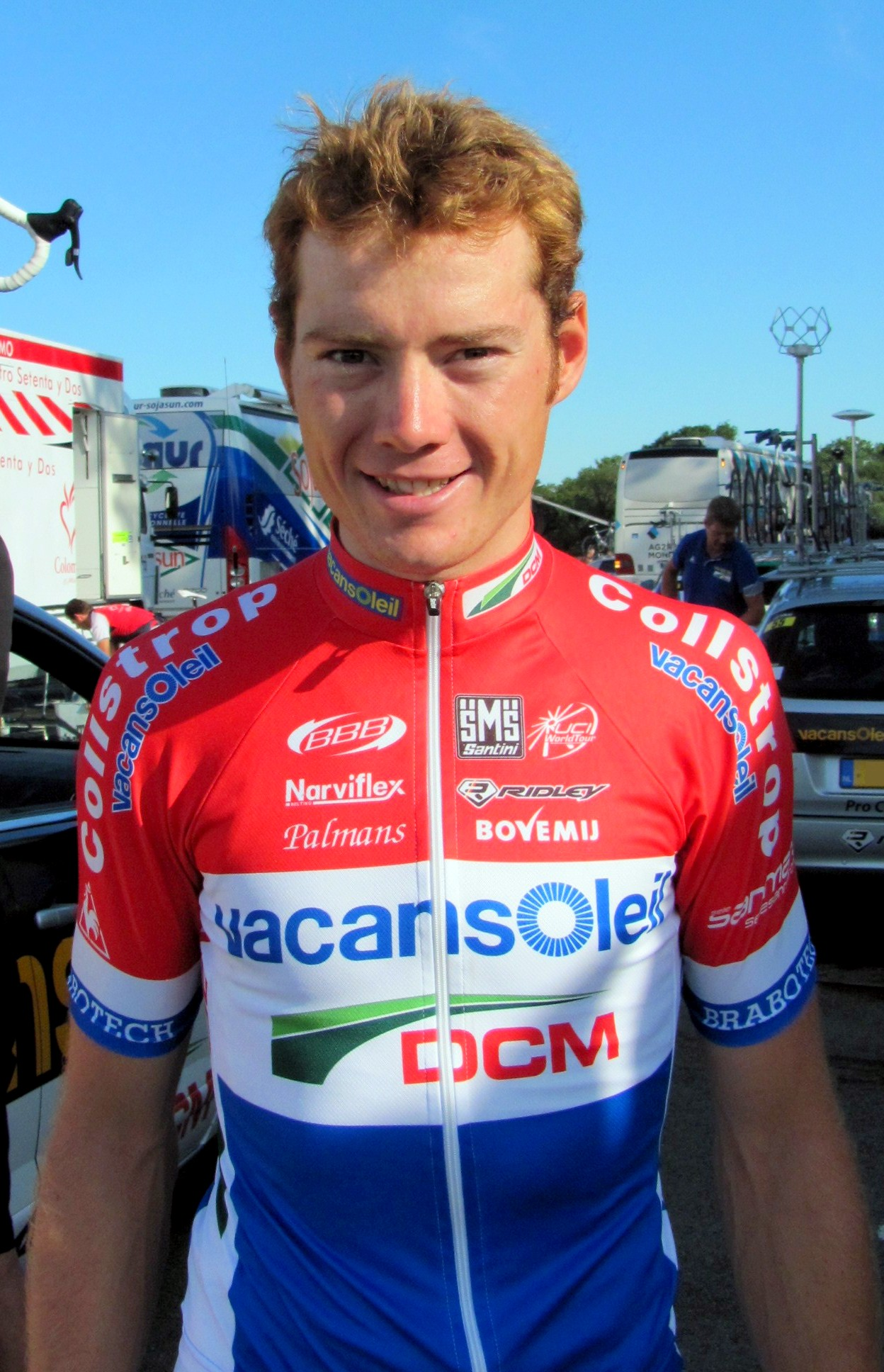
Pim Ligthart vêtu du maillot de champion des Pays-Bas en 2011

- Championnat d'Ouzbékistan sur route : 4
  - Course en ligne : 2009, 2010, 2011 et 2012 (Sergueï Lagoutine)
- Championnat des Pays-Bas sur route : 4
  - Course en ligne : 2011 (Pim Ligthart) et 2013 (Johnny Hoogerland)
  - Contre-la-montre : 2012 et 2013 (Lieuwe Westra)
- Championnat de Suède sur route : 2
  - Contre-la-montre : 2008 (Jonas Ljungblad) et 2012 (Gustav Larsson)
- Championnat du Venezuela sur route : 1
  - Contre-la-montre : 2013 (José Rujano)

## Vacansoleil-DCM en 2013

### Effectif

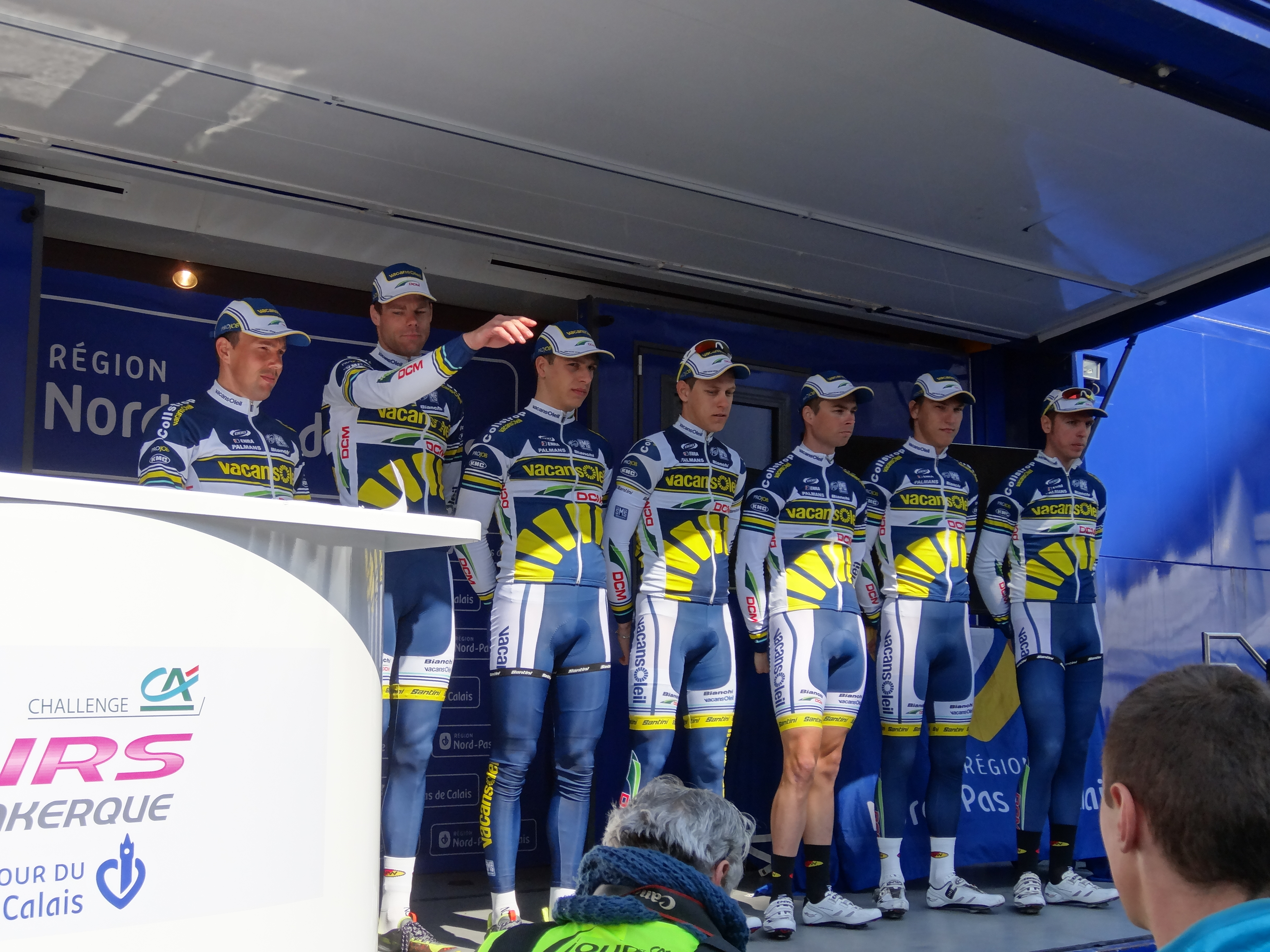
L'équipe Vacansoleil-DCM aux Quatre Jours de Dunkerque 2013

| Coureur             | Date de naissance | Nationalité | Équipe 2012                  | Équipe 2014                               |
| ------------------- | ----------------- | ----------- | ---------------------------- | ----------------------------------------- |
| Kris Boeckmans      | 13.02.1987        | Belgique    | Vacansoleil-DCM              | Lotto-Belisol                             |
| Grega Bole          | 13.08.1985        | Slovénie    | Lampre-ISD                   | Vini Fantini Nippo                        |
| Thomas De Gendt     | 06.11.1986        | Belgique    | Vacansoleil-DCM              | Omega Pharma-Quick Step                   |
| Romain Feillu       | 16.04.1984        | France      | Vacansoleil-DCM              | Bretagne-Séché Environnement              |
| Juan Antonio Flecha | 17.09.1977        | Espagne     | Sky                          | Retraite                                  |
| Johnny Hoogerland   | 13.05.1983        | Pays-Bas    | Vacansoleil-DCM              | Androni Giocattoli-Venezuela              |
| Martijn Keizer      | 25.03.1988        | Pays-Bas    | Vacansoleil-DCM              | Veranclassic-Doltcini                     |
| Wesley Kreder       | 04.11.1990        | Pays-Bas    | Rabobank Continental         | Wanty-Groupe Gobert                       |
| Sergueï Lagoutine   | 14.01.1981        | Ouzbékistan | Vacansoleil-DCM              | RusVelo                                   |
| Maurits Lammertink  | 31.08.1990        | Pays-Bas    | Vacansoleil-DCM              | Jo Piels                                  |
| Björn Leukemans     | 01.07.1977        | Belgique    | Vacansoleil-DCM              | Wanty-Groupe Gobert                       |
| Pim Ligthart        | 16.06.1988        | Pays-Bas    | Vacansoleil-DCM              | Lotto-Belisol                             |
| Bert-Jan Lindeman   | 16.06.1989        | Pays-Bas    | Vacansoleil-DCM              | Rabobank Development                      |
| Marco Marcato       | 11.02.1984        | Italie      | Vacansoleil-DCM              | Cannondale                                |
| Tomasz Marczyński   | 06.03.1984        | Pologne     | Vacansoleil-DCM              | CCC Polsat Polkowice                      |
| Barry Markus        | 17.07.1991        | Pays-Bas    | Vacansoleil-DCM              | Belkin                                    |
| Wouter Mol          | 17.04.1982        | Pays-Bas    | Vacansoleil-DCM              | Veranclassic-Doltcini                     |
| Nikita Novikov,     | 10.11.1989        | Russie      | Vacansoleil-DCM              | Suspension                                |
| Wout Poels          | 01.10.1987        | Pays-Bas    | Vacansoleil-DCM              | Omega Pharma-Quick Step                   |
| Rob Ruijgh          | 12.11.1986        | Pays-Bas    | Vacansoleil-DCM              | Vastgoedservice-Golden Palace Continental |
| José Rujano         | 18.02.1982        | Venezuela   | Androni Giocattoli-Venezuela | Boyacá se Atreve                          |
| Mirko Selvaggi      | 11.02.1985        | Italie      | Vacansoleil-DCM              | Wanty-Groupe Gobert                       |
| Rafael Valls        | 27.06.1987        | Espagne     | Vacansoleil-DCM              | Lampre-Merida                             |
| Kenny van Hummel    | 30.09.1982        | Pays-Bas    | Vacansoleil-DCM              | Androni Giocattoli-Venezuela              |
| Boy van Poppel      | 18.01.1988        | Pays-Bas    | UnitedHealthcare             | Trek Factory Racing                       |
| Danny van Poppel    | 26.07.1993        | Pays-Bas    | Rabobank Continental         | Trek Factory Racing                       |
| Frederik Veuchelen  | 04.09.1978        | Belgique    | Vacansoleil-DCM              | Wanty-Groupe Gobert                       |
| Willem Wauters      | 10.11.1989        | Belgique    | Lotto-Belisol U23            | Verandas Willems                          |
| Lieuwe Westra       | 11.09.1982        | Pays-Bas    | Vacansoleil-DCM              | Astana                                    |

### Victoires
| Date       | Course                                       | Pays       | Classe | Vainqueur         |
| ---------- | -------------------------------------------- | ---------- | ------ | ----------------- |
| 24/03/2013 | 7e étape du Tour de Catalogne                | Espagne    | WT     | Thomas De Gendt   |
| 12/05/2013 | 1re étape du Tour de Californie              | États-Unis | 2.HC   | Lieuwe Westra     |
| 16/06/2013 | 5e étape du Ster ZLM Toer                    | Pays-Bas   | 2.1    | Pim Ligthart      |
| 19/06/2013 | Championnat des Pays-Bas du contre-la-montre | Pays-Bas   | CN     | Lieuwe Westra     |
| 22/06/2013 | Championnat du Venezuela du contre-la-montre | Venezuela  | CN     | José Rujano       |
| 23/06/2013 | Championnat des Pays-Bas sur route           | Pays-Bas   | CN     | Johnny Hoogerland |
| 08/08/2013 | 1re étape de l'Arctic Race of Norway         | Norvège    | 2.1    | Kenny van Hummel  |
| 11/08/2013 | 2e étape du Tour de l'Ain                    | France     | 2.1    | Grega Bole        |
| 13/08/2013 | 4e étape du Tour de l'Ain                    | France     | 2.1    | Wout Poels        |
| 21/08/2013 | Druivenkoers Overijse                        | Belgique   | 1.1    | Björn Leukemans   |

## Saisons précédentes

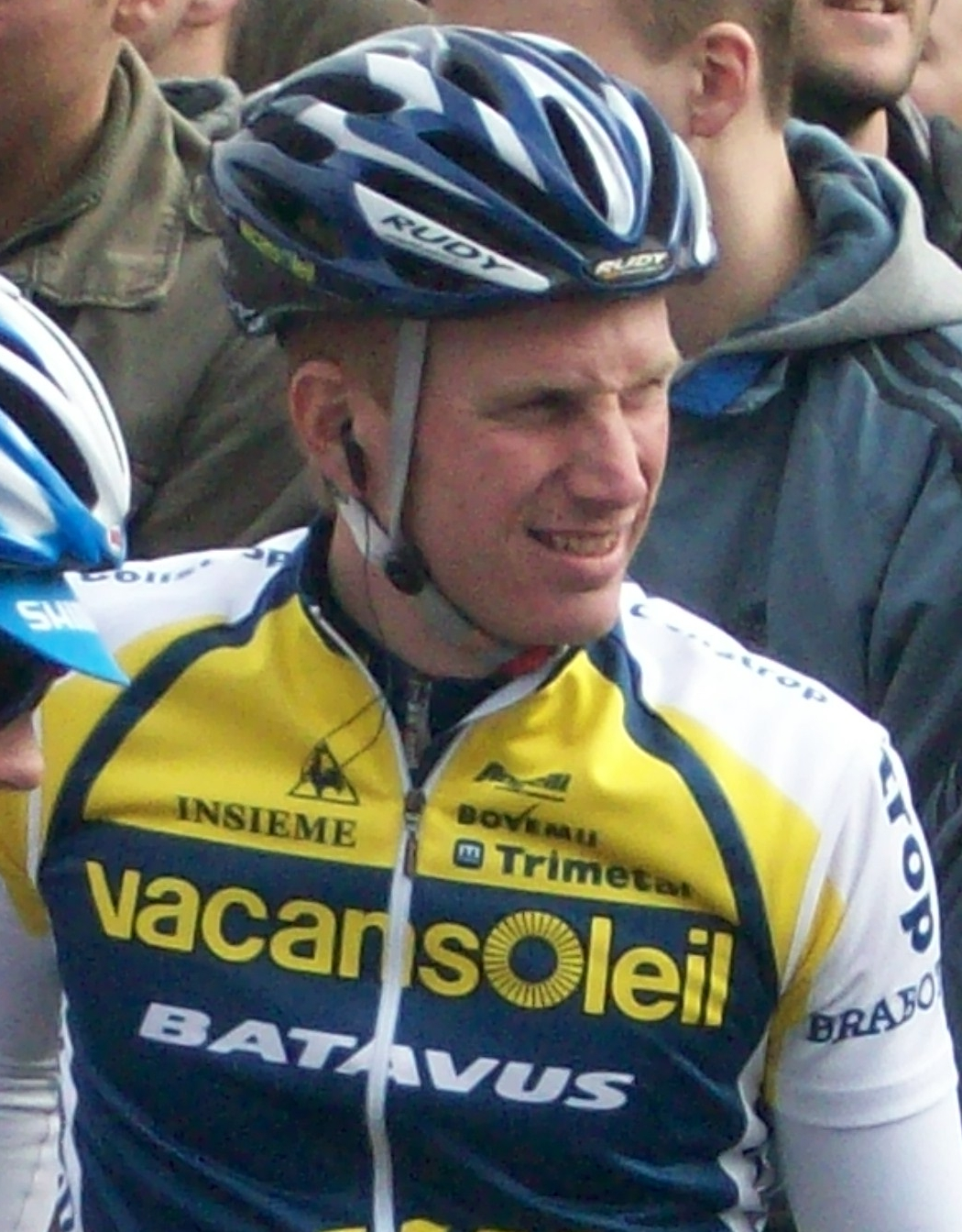
Lieuwe Westra, au Circuit Het Nieuwsblad 2009

| - Saison 2011 - Saison 2012 | - Saison 2013 |